# ランズベルク L-5
ランツヴェルク L-5（Landsverk L-5）はスウェーデンのランツヴェルク社が1920年代に開発した装輪・装軌併用式の軽戦車である。L-5の開発はスウェーデンとドイツ（ヴァイマル共和国）の共同プロジェクトであり、またスウェーデンにとっては初の自国開発の戦車となった。

## 概要
1920年代後半、ヴァイマル共和国の技師オットー・メルカーの元で装輪・装軌併用式の新型戦車の設計計画が開始された。この戦車はRäder-RaupenKampfwagen M28 (装輪-装軌戦闘車両, 1928年式の意) と呼ばれていたが、当時のドイツはヴェルサイユ条約により戦車開発を制限されていたため、彼等はスウェーデンのランツヴェルク社との共同開発（表向きはスウェーデンによる開発とし、ドイツから技術者の派遣や技術・資金提供を行う）という形で計画を進めた。この戦車はスウェーデン側ではLandsverk L-5と呼ばれ、1929年には最初の試作車両が完成し、翌1930年には続いて5両の試作車が製作された。
L-5の特徴は装軌式走行装置の外側に装輪式走行装置が取り付けられ、切り替えて使用可能になっている事であった。最初の3両には出力50hpのダイムラーベンツ製ガソリンエンジンが搭載され、残りの3台には出力70hpのビュッシングNAG製のエンジンが搭載された。
6台のL-5は試験場でテストされたが、試験中に部品が破損するなどの問題が続発し設計に問題があることが明らかとなった。L-5の開発は1933年に中止され、ドイツ軍は装輪・装軌併用式の戦車の開発そのものを中断したが、スウェーデンでは同様の戦車の改良モデルの開発が継続され、完成したランツヴェルク L-30はスウェーデン軍によって Strv fm/31 の試験型式を与えられてテストされている。